# Albert Rémy
Pour les articles homonymes, voir Rémy (homonymie).
Albert Rémy, né le 9 avril 1915 à Sèvres et mort le 26 janvier 1967 à Paris 6e, est un acteur et réalisateur français.

## Biographie
Il débute au cirque, puis au théâtre en tant que décorateur et metteur en scène avant de devenir comédien. Parmi ses films les plus notables, on peut citer Les Quatre Cents Coups ou Le Train où il joue aux côtés de Burt Lancaster, Michel Simon, Jacques Marin, Suzanne Flon et Jeanne Moreau.
Il meurt le 26 janvier 1967 à Paris 6e des suites d'une crise cardiaque, à l'âge de 51 ans. Ses obsèques sont célébrées le 28 janvier à Oppède (Vaucluse).

## Filmographie

### Cinéma
- 1938 : Hôtel du Nord de Marcel Carné : Figuration
- 1943 : Le Voyageur de la Toussaint de Louis Daquin : L'ivrogne
- 1943 : Goupi Mains Rouges de Jacques Becker : Jean des Goupi
- 1943 : Madame et le Mort de Louis Daquin : Henri
- 1943 : Adieu Léonard (La Bourse ou la vie) de Pierre Prévert : Le marchand d'oiseaux
- 1943 : Douce de Claude Autant-Lara : Le sacristain
- 1943 : Le ciel est à vous de Jean Grémillon : Marcel
- 1944 : Les Enfants du paradis - première époque : Le Boulevard du Crime de Marcel Carné
- 1944 : Les Enfants du paradis - seconde époque : L'Homme blanc de Marcel Carné : Scarpia Barrigni
- 1945 : Le Cavalier noir de Gilles Grangier
- 1945 : La Boîte aux rêves d'Yves Allégret et Jean Choux
- 1945 : François Villon d'André Zwobada : Perrot
- 1945 : La Part de l'ombre de Jean Delannoy
- 1945 : Fille du diable (La vie d'un autre) d'Henri Decoin : Clément
- 1946 : Le Diable au corps de Claude Autant-Lara : Un sacristain
- 1947 : Le Village perdu de Christian Stengel : Un montagnard
- 1947 : Les Amants du pont Saint-Jean d'Henri Decoin : Le beau-frère du noyé
- 1948 : Parade du rire de Roger Verdier : Piton
- 1948 : L'Impeccable Henri de Carlo Felice Tavano : Gustave
- 1948 : Croisière pour l'inconnu de Pierre Montazel : Albert
- 1949 : Tous les chemins mènent à Rome de Jean Boyer : Edgard
- 1949 : Ronde de nuit de François Campaux
- 1950 : Maître après Dieu de Louis Daquin : Le cuistot
- 1951 : Seul dans Paris d'Hervé Bromberger : Arthur
- 1951 : Jep, le traboucaire de Jean Faurez - Film resté inachevé -
- 1951 : Rome-Paris-Rome - (Signori, in carrozza!) de Luigi Zampa
- 1952 : Une fille dans le soleil de Maurice Cam : Vergèze
- 1953 : Les Amours finissent à l'aube de Henri Calef : Picard, un employé du garage
- 1953 : Au diable la vertu de Jean Laviron : Henri
- 1953 : Légère et court vêtue de Jean Laviron : Henri, le barman
- 1953 : Virgile de Carlo Rim : Bastien
- 1953 : Avant le déluge d'André Cayatte : Le garçon de café
- 1953 : Les Fruits sauvages de Hervé Bromberger : Louis
- 1954 : Minuit... Champs-Élysées de Roger Blanc : Étienne
- 1954 : La Belle Otero de Richard Pottier : Un sergent de ville
- 1954 : Razzia sur la chnouf d'Henri Decoin : Bibi, un tueur
- 1955 : French Cancan de Jean Renoir : Barjolin
- 1955 : Je suis un sentimental de John Berry : Ledoux, un avocat
- 1955 : L'Affaire des poisons d'Henri Decoin : Le bourreau Guillaume
- 1955 : Les Hussards d'Alex Joffé : Un hussard
- 1955 : Les Truands de Carlo Rim : L'agent de police
- 1956 : Elena et les Hommes de Jean Renoir : Buchez
- 1956 : Paris, Palace Hôtel d'Henri Verneuil : Le ronfleur du commissariat
- 1956 : Crime et châtiment de Georges Lampin : L'inspecteur Renaud
- 1956 : Notre-Dame de Paris de Jean Delannoy : Jupiter
- 1956 : Que les hommes sont bêtes de Roger Richebé : L'inspecteur
- 1957 : Escapade de Ralph Habib : José
- 1957 : Rafles sur la ville de Pierre Chenal : Auguste, dit « Gus »
- 1957 : Police judiciaire de Maurice de Canonge : L'inspecteur Valentin
- 1958 : Miss Pigalle de Maurice Cam
- 1958 : En cas de malheur de Claude Autant-Lara : Le commissaire à la préfecture
- 1958 : Cigarettes, whisky et p'tites pépées de Maurice Regamey : Un douanier
- 1958 : Les Quatre Cents Coups de François Truffaut : Julien Doinel, le beau-père
- 1959 : La Vache et le Prisonnier d'Henri Verneuil : Colinet, le prisonnier de guerre dans la scierie
- 1960 : Pantalaskas de Paul Paviot : Battistini
- 1960 : Le Dialogue des carmélites de Philippe Agostini et Raymond Leopold Bruckberger
- 1960 : Le Passage du Rhin d'André Cayatte
- 1960 : Tirez sur le pianiste de François Truffaut : Chico Sarroyan
- 1960 : Le Caïd de Bernard Borderie : Bob
- 1960 : La Fayette de Jean Dréville : Louis XVI
- 1960 : Le Monocle noir de Georges Lautner : Mérignac, le conservateur du château
- 1961 : Le Septième Juré de Georges Lautner : Le commissaire
- 1961 : La Ligne droite de Jacques Gaillard
- 1961 : Le Couteau dans la plaie - (Five miles to midnight) d'Anatol Litvak : l'inspecteur
- 1962 : Portrait-robot de Paul Paviot
- 1962 : Les Quatre Cavaliers de l'Apocalypse (The Four Horsemens of the Apocalypse) de Vincente Minnelli : François
- 1962 : Gigot, le clochard de Belleville (Gigot) de Gene Kelly : Alphonse
- 1962 : Mandrin, bandit gentilhomme de Jean-Paul Le Chanois : Grain de sel
- 1963 : Un roi sans divertissement (La Poursuite) de François Leterrier : Le maire
- 1963 : Bébert et l'Omnibus d'Yves Robert : Le brigadier Bélissard
- 1963 : La Foire aux cancres de Louis Daquin : Le serrurier
- 1964 : Et vint le jour de la vengeance (Behold a Pale Horse) de Fred Zinnemann
- 1964 : Le Train de John Frankenheimer : Didont
- 1964 : Week-end à Zuydcoote d'Henri Verneuil : Virrel
- 1964 : Mata Hari de Jean-Louis Richard : Adam
- 1965 : Cent briques et des tuiles de Pierre Grimblat : Étienne
- 1965 : Les Bons Vivants ou Un Grand Seigneur - sketch Les Bons Vivants de Gilles Grangier et Georges Lautner : L'inspecteur Grannu
- 1966 : Paris brûle-t-il ? de René Clément : Un gendarme
- 1966 : Grand Prix  de John Frankenheimer : Le docteur de Monte-Carlo
- 1966 : Un idiot à Paris de Serge Korber : Rabichon, le restaurateur
- 1967 : La Vingt-cinquième Heure d'Henri Verneuil : Joseph Grenier
- 1967 : Un homme de trop de Costa-Gavras : Émile
- 1967 : Le Plus Vieux Métier du monde ou L'Amour à travers les âges - sketch Mademoiselle Mimi comédie à sketches réalisé entre autres par Claude Autant-Lara et Philippe de Broca : Le français avec deux sous

### Courts-métrages
- 1945 : Transports rapides de Pierre Montazel
- 1947 : Achille le victorieux d'Albert Rémy
- 1948 : Un séducteur de Claude Barma
- 1950 : Deux cœurs sur la route de Jean Perdrix
- 1950 : Rumeur publique de Jean Perdrix
- 1952 : Le Hasard mène l'enquête de Jean Perdrix

### Télévision
- 1954 : Sylvie et le Fantôme  de Stellio Lorenzi : Anicet
- 1954 : La Nuit d'Austerlitz de Stellio Lorenzi
- 1954 : La Puce à l'oreille de Stellio Lorenzi : Camille Chantebise
- 1954 : En votre âme et conscience, épisode : La Mort de Monsieur de Marcellange de  Claude Barma
- 1958 : La caméra explore le temps : L'exécution du duc d'Enghien de Stellio Lorenzi : L'adjudant
- 1958 : L'Alcade de Zalamea, téléfilm de Marcel Bluwal
- 1960 : Un poing final (Les Cinq Dernières Minutes) de Claude Loursais : Léon Luriecq
- 1962 : L'inspecteur Leclerc enquête, épisode Le Retour d'Hélène de Claude Barma : M. Forestier
- 1962 : Théâtre de la jeunesse Oliver Twist de Jean-Paul Carrère : Sowerberry
- 1963 : Monsieur Laplanche de Bertrand Dunoyer : M. Laplanche
- 1963 : La Route (feuilleton) de Pierre Cardinal : Marius
- 1963 : Un coup dans l'aile de Claude Barma : Le garagiste
- 1964 : Les Cinq Dernières Minutes, épisode  Sans fleurs, ni couronnes de Claude Loursais : Joseph Loupiac
- 1964 : Le Commandant Watrin de Jacques Rutman d'après Armand Lanoux
- 1965 : La Guêpe de François Leterrier : Boudiou
- 1965 : La Queue du diable (d'André Leroux)
- 1967 : Huckleberry Finn de Marcel Cravenne

## Théâtre
- 1946 : Huon de Bordeaux d'Alexandre Arnoux, mise en scène Georges Douking, Théâtre Pigalle
- 1947 : Le Voyage en calèche de Jean Giono, mise en scène Alice Cocea, Théâtre du Vieux-Colombier
- 1952 : Bouboute et Sélection de Robert Dhéry, mise en scène Robert Dhéry, Théâtre Vernet
- 1953 : Les Naturels du bordelais de Jacques Audiberti, mise en scène Georges Vitaly, Théâtre La Bruyère
- 1953 : La Puce à l'oreille de Georges Feydeau, mise en scène Georges Vitaly, Théâtre Montparnasse
- 1954 : La Puce à l'oreille de Georges Feydeau, mise en scène Georges Vitaly, Théâtre des Célestins
- 1955 : La Petite Maison de thé de John Patrick, mise en scène Marguerite Jamois, Théâtre Montparnasse
- 1956 : Bon appétit monsieur de Gilbert Laporte, mise en scène Alfred Pasquali, théâtre de l'Athénée
- 1956 : L'Œuf de Félicien Marceau, mise en scène André Barsacq, théâtre de l'Atelier
- 1959 : L'Œuf de Félicien Marceau, mise en scène André Barsacq, Théâtre des Célestins
- 1962 : Le Temps des cerises de Jean-Louis Roncoroni, mise en scène Yves Robert, théâtre de l'Œuvre
- 1964 : La Preuve par quatre de Félicien Marceau, mise en scène de l'auteur, théâtre de la Michodière